# عقد 1180
عقد 1180 هو عقد امتد بين 1 يناير 1180 و31 ديسمبر 1189 بحسب التقويم الميلادي. سبقه عقد 1170 ولحقه عقد 1190.

## أحداث
- معركة حطين (1187)
- معركة دان نو أورا (1185)
- معركة عين جوزة (1187)
- معركة كوكب الهوا (1182)
- معركة الفولة (1183)

## مواليد
- المكزون السنجاري (1187)
- جغتاي خان (1183)
- الشمس التبريزي (1185)
- جوجي خان (1185)
- ابن الفارض (1181)
- جلال الدين حسن بن أعلى محمد (1187)
- برينغيلا ملكة قشتالة (1180)
- سبط ابن الجوزي (1186)
- بيدرو كونت أورغل (1187)
- فرنسيس الأسيزي (1182)
- جيرترود من ميرانيا (1185)

## وفيات
- مهستي الكنجوية (1181)
- تائيرا نو كييوموري (1181)
- الصالح إسماعيل (1181)
- كريتيان دي تروا (1185)
- أحمد بن علي الرفاعي (1182)
- البابا ألكسندر الثالث (1181)
- رشيد الدين الوطواط (1182)
- توران شاه بن أيوب (1181)
- ابن طفيل (1185)
- أبو يعقوب يوسف بن عبد المؤمن (1184)
- لويس السابع ملك فرنسا (1180)

## كتب
- Yves Denis Papin (1998). Chronologie de l'histoire ancienne. Lieu de publication non identifié: Éditions Jean-paul Gisserot. ISBN:2-87747-346-5. OCLC:40746926. مؤرشف من الأصل في 2022-03-16.
- موسوعة حضارة العالم (2002) لأحمد محمد عوف.

## روابط خارجية
- تصفح سنة بسنة عقد 1180 على موقع onthisday.com
- تصفح سنة بسنة عقد 1180 ابتداءً من سنة عقد 1180 على موقع المكتبة الوطنية الفرنسية